# 東宿毛站
東宿毛站（日语：／ Higashi-sukumo eki */?）是一位於日本高知縣宿毛市、隸屬於土佐黑潮鐵道（日語：土佐くろしお鉄道）的鐵路車站。車站編號為TK46。

## 背景
車站位於宿毛市的市中心區最南端，與國道56號並行。直線距離上，本站比位「站前町」的宿毛總站還要近，因此本站曾被選定為原宿毛站位置，不過由於本線在規劃時曾打算直通至宇和島，因此最終才取址於西邊約1公里遠的位置。2005年，因一輛特急「南風」列車在宿毛站發生意外，令全線一度停駛，後來重開後以本站作為臨時總站。
又，最初車站位置標示為「中央八丁目」，但現時按官方網頁公佈的地址，其小字已經改成為「鎌田」。本站被當地居民冠以「早稻田·梓站」的別稱，這是因為紀念當地出身的政治家小野梓，他在推動成立「東京專門學校」（即後來的早稻田大學）不遺餘力。固此將車站加上暱稱以作紀念。

## 車站構造

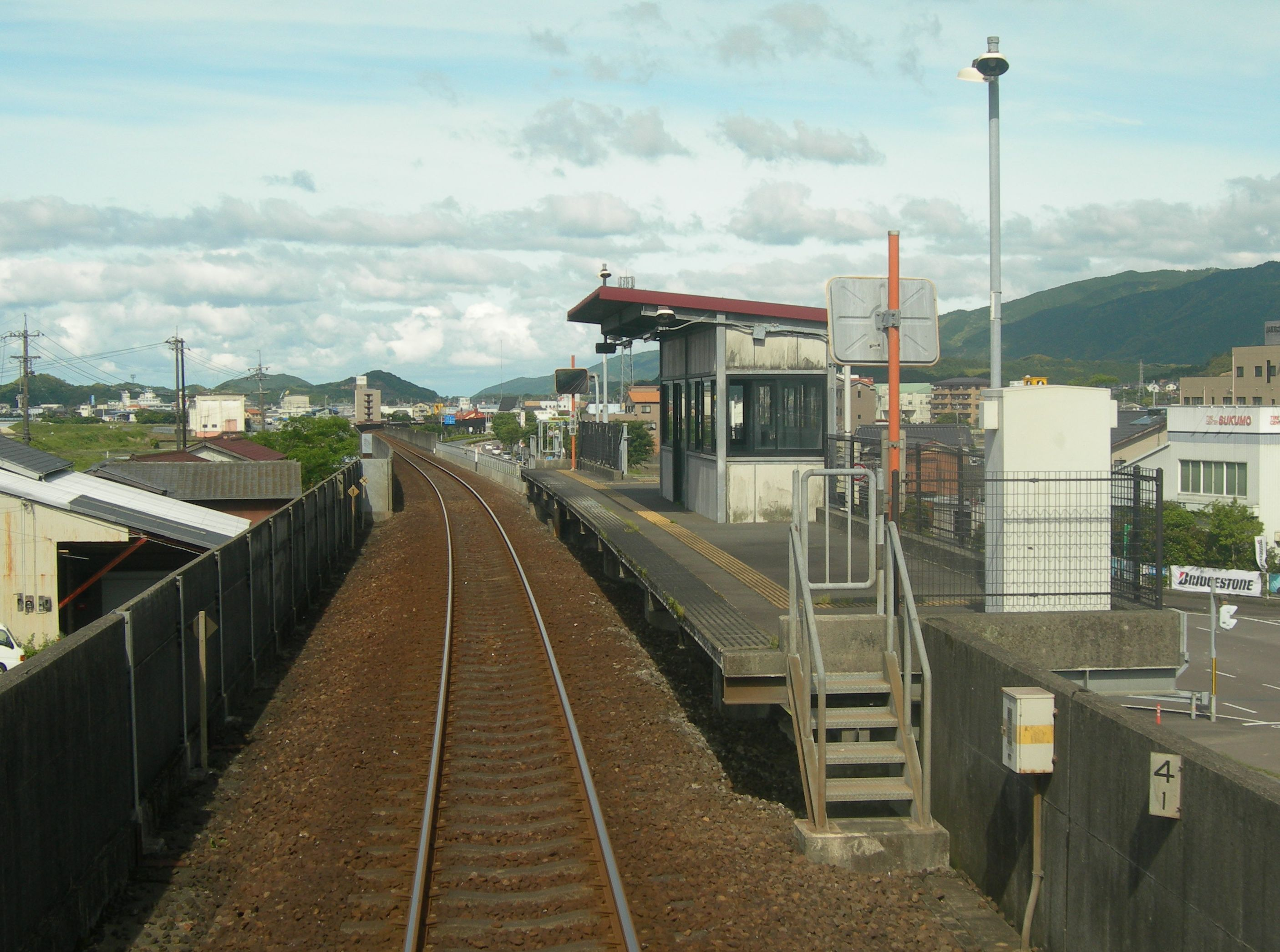
從列車上拍攝月台，留意路軌旁的車長標示，顯示1輛停泊位及最前停泊劃的距離相當近。

本站以簡易車站模式，並不設有站房。出入口建於國道56號上的一個十字路口，沿樓梯而上至月台層。由於使用量不算高，現時並沒有設置升降機塔至自台。出入口旁邊的空地設置了露天的單車停泊場及停車場。

### 月台配置
月台長度只有35米，比其他車站較短，理論上有效長度為2輛，而2輛編成的列車亦可開啟全部都車門，但實際上有少部份的車身會置於月台之外。月台上設有趟門的候車室，但背面卻沒有設置窗戶，這和其他車站月台上的候車室稍有不同。
列車靠站時，往宿毛方向為右側上落；往中村方向為左側上落。
| 路線    | 方向     | 目的地         |
| ------- | -------- | -------------- |
| ■宿毛線 | （下行） | 宿毛方向       |
| ■宿毛線 | （上行） | 中村、窪川方向 |

## 歷史
- 1997年10月1日：隨宿毛線開通而開業。
- 2005年
  - 3月2日：一輛「南風」號列車因未能剎車，撞向宿毛站月台末端的牆壁，導致全線停駛。
  - 4月7日：本站至中村間普通列車重開，加設站員駐守；東宿毛至宿毛以替代巴士行走。
  - 6月13日：特急列車重開，以本站為終點站。
  - 11月1日：東宿毛－宿毛間重開。[5]

## 使用狀況
根據國土交通省「國土數值情報」，以下為1日平均上下車人次：
| 年度 | 1日平均 乘降人次 | 1日平均 乘降人次 |
| ---- | ---------------- | ---------------- |
| 2011 | 32               |                  |
| 2012 | 35               |                  |
| 2013 | 37               |                  |
| 2014 | 39               |                  |
| 2015 | 38               |                  |
| 2016 | 38               |                  |
| 2017 | 28               |                  |
| 2018 | 26               |                  |
| 2019 | 24               |                  |
| 2020 | 23               |                  |
| 2021 | 23               |                  |
| 2022 | 14               |                  |

## 相鄰車站
土佐黑潮鐵道
■宿毛線
■特急「足摺」6、7號，「四萬十」4號
通過
■普通
平田（TK45）－東宿毛（TK46）－宿毛（TK47）

## 外部連結
- 土佐黑潮鐵道東宿毛站官方網頁